# Kotor
Kotor (Montenegrijns: Котор; Italiaans: Cattaro; Albanees: Kotorri; Latijn: Acruvium) is een stad in Montenegro, met 23.000 inwoners (2003).
Kotor is een oude havenstad, gelegen aan de baai van Kotor, een diepe inham van de Adriatische Zee in de Montenegrijnse kustlijn. De oude stad wordt omringd door een vestingmuur en staat op de Werelderfgoedlijst van de UNESCO.
Sinds de middeleeuwen was Kotor een kolonie van Venetië, daarna kwam het afwisselend onder Oostenrijks en Italiaans bestuur, en in 1918 bij het toen opgerichte Koninkrijk Joegoslavië.
Het is een van de belangrijkste toeristische trekpleisters van Montenegro.
In het oude stadsgedeelte kan men verschillende kerken bezoeken. De stad is dan ook bekend om haar verschillende kerken.
Verder ligt Kotor aan de voet van een berg. Op deze berg is de oude San Giovanni-vesting te bezichtigen. De tocht naar boven kan alleen te voet worden afgelegd. Vanaf hier heeft men uitzicht over de baai van Kotor en kan men de hele stad overzien.
Vanuit de stad leidt een weg met tientallen haarspeldbochten, de zogenaamde 'ladder', het nabijgelegen Lovćen Nationale Park in, via deze route heeft men ook een overweldigend uitzicht over de stad en de baai.

## Geschiedenis

### Romeinse Rijk
De eerst vermelding van Kotor werd gemaakt in 168 v.C., toen de stad werd bewoond door Romeinen. De stad werd Acruvium genoemd, soms ook wel Ascrivium of Ascruvium (Oudgrieks: Ἀσκρήβιον), en was deel van de Romeinse provincie Dalmatia.

### Middeleeuwen
Kotor is al sinds de vroege Middeleeuwen versterkt, toen keizer Justinianus I in 535 een fort liet bouwen in de buurt van Acruvium na het verdrijven van de Ostrogoten. De stad werd Kotor genoemd sinds de 9e eeuw. In 840 werd Kotor geplunderd door de Saracenen. Toen was de stad al een van de invloedrijkere plaatsen in Dalmatia en zo zou het gedurende de verdere Middeleeuwen blijven. Tot de 11e eeuw werd er Dalmatisch gesproken.
In 1002 leed de stad onder de bezetting van het Eerste Bulgaarse Rijk en het jaar erna werd Kotor afgestaan aan Servië door de tsaar Samuel van Bulgarije. De bevolking protesteerde echter tegen deze regeling en sloot een pact met de Republiek Ragusa. Pas in 1184 gaf Kotor toe maar het behield haar republikeinse instellingen en het recht om oorlog te voeren en verdragen af te sluiten. Tegen die tijd was de stad al een bisschopszetel geworden en in de 13e eeuw ontstonden er kloosters van Dominicanen en Franciscanen om de verspreiding van de bogomielen te controleren.
Tijdens de heerschappij van het huis Nemanjić was de stad autonoom. In 1371 kwam Kotor onder de suzereiniteit van de Hongaarse koning, die over Kroatië en Hongarije regeerde, en slechts 13 jaar later werd het deel van het Koninkrijk Bosnië onder koning Tvrtko.

### Venetianen en Ottomanen
In 1420 werd Kotor afgestaan aan de Republiek Venetië. De stad werd onderdeel van Venetiaans Albanië tot 1797. Het werd belegerd door de Ottomanen in 1538 en 1657. Voor bepaalde korte periodes viel de stad zelfs in hun handen. Ook kreeg de bevolking in 1572 te maken met een pestuitbraak en twee aardbevingen in 1563 en 1667. Tijdens deze vier eeuwen van Venetiaanse heerschappij kreeg Kotor de typische architectuur van de republiek, waardoor het later op de werelderfgoedlijst van UNESCO zou komen.

### Habsburgse en Napoleontische heerschappij
Na de Vrede van Campo Formio in 1797, werd Kotor overgedragen aan de Habsburgse monarchie. Echter in 1805 werd de stad deel van de Franse vazalstaat Italië door de Vrede van Presburg. Amper vijf jaar later ging het al weer op in de Illyrische Provincies. Tussen 1813 en 1814 werd de stad belegerd door de Britten. Het Franse garnizoen had geen andere keus dan zich overgeven, wat ook gebeurde op 5 januari 1814.
Het Congres van Wenen wees Kotor weer toe aan de Habsburgers. Tijdens de Eerste Wereldoorlog was Kotor een van de drie belangrijkste basissen van de zeemacht van Oostenrijk-Hongarije en de thuishaven van de Oostenrijkse vijfde vloot. In de regio werd zwaar gevochten tussen de Montenegrijnse inwoners en Oostenrijk-Hongarije. Toen de oorlog voorbij was, werd de stad deel van Joegoslavië en werd de naam Kotor ook officieel vastgelegd.

### Tweede Wereldoorlog
Tussen 1941 en 1943 was Kotor geannexeerd door het Koninkrijk Italië. Na de oorlog keerde Kotor weer terug naar Joegoslavië.

## Geografie
Kotor ligt aan de Baai van Kotor in het zuiden van het land.

## Demografie
Kotor is het administratieve centrum van de gelijknamige gemeente, dat ook Risan en Perast omvat, net zoals vele andere gehuchten en dorpen. De gemeente heeft een totale bevolking van 22.601.
De etnische samenstelling van de gemeente in 2011:
|                | Aantal | %     |
| Totaal         | 22.601 | 100   |
| Montenegrijnen | 11.047 | 48,88 |
| Serviërs       | 6.910  | 30,57 |
| Kroaten        | 1.553  | 6,87  |
| overigen       | 3.091  | 13,68 |

## Sport
FK Bokelj Kotor speelt in de Druga Crnogorska Liga, de tweede hoogste voetbalcompetitie in het land.

## Geboren
- Rambo Amadeus (1963), zanger
- Nenad Maslovar (1967), voetballer
- Ivica Kralj (1973), voetballer
- Draško Brguljan (1984), waterpoloër